# Lekkoatletyka na Letnich Igrzyskach Olimpijskich 1988 – sztafeta 4 × 400 m kobiet
Sztafetę 4 × 400 metrów kobiet podczas XXIV Letnich Igrzysk Olimpijskich w Seulu rozegrano 30 września (eliminacje) i 1 października 1988 (finał) na Stadionie Olimpijskim. Zwycięzcą została sztafeta Związku Radzieckiego, która biegła w składzie: Tatjana Ledowska, Olga Nazarowa, Marija Pinigina i Olha Bryzhina. W finale ustanowiła rekord świata uzyskując czas 3:15,17.

## Rekordy
|                   | Reprezentacja     | Zawodniczki                                                                    | Czas    | Data                  | Miejsce     |
| ----------------- | ----------------- | ------------------------------------------------------------------------------ | ------- | --------------------- | ----------- |
| Rekord świata     | NRD               | Gesine Walther, Sabine Busch, Dagmar Rübsam, Marita Koch                       | 3:15,92 | 3 czerwca 1984(dts)   | Erfurt      |
| Rekord olimpijski | Stany Zjednoczone | Lillie Leatherwood, Sherri Howard, Valerie Brisco-Hooks, Chandra Cheeseborough | 3:18,29 | 11 sierpnia 1984(dts) | Los Angeles |

## Wyniki
| Poz. - pozycja |
| – rekord świata \| – rekord krajowy \| – rekord życiowy \| = – wyrównany rekord życiowy \| · – najlepszy wynik w sezonie \| = – wyrównany najlepszy wynik w sezonie \| – rekord olimpijski |
| Fn – falstart \| DNF – nie ukończyła \| DNS – nie wystartowała \| DSQ – zdyskwalifikowana                                                                                                  |

### Eliminacje
13 sztafet przystąpiło do biegów eliminacyjnych. Rozegrano dwa biegi. Do finału awansowały po trzy najlepsze sztafety w każdym biegu (Q) oraz dwie z najlepszymi czasami spośród pozostałych (q).

#### Bieg 1
| Poz. | Państwo         | Zawodniczki                                                                | Rezultat | Uwagi |
| ---- | --------------- | -------------------------------------------------------------------------- | -------- | ----- |
| 1    | NRD             | Grit Breuer, Dagmar Neubauer, Kirsten Emmelmann, Petra Müller              | 3:27,37  | Q     |
| 2    | Kanada          | Charmaine Crooks, Esmie Lawrence, Marita Payne-Wiggins, Jillian Richardson | 3:27,63  | Q     |
| 3    | RFN             | Helga Arendt, Michaela Schabinger, Gisela Kinzel, Gudrun Abt               | 3:27,76  | Q     |
| 4    | Wielka Brytania | Linda Keough, Jennifer Stoute, Janet Smith, Sally Gunnell                  | 2:28,52  | q     |
| 5    | Francja         | Fabienne Ficher, Nathalie Simon, Évelyne Élien, Nadine Debois              | 3:29,95  | q     |
| 6    | Nigeria         | Falilat Ogunkoya, Kehinde Vaughan, Airat Bakare, Mary Onyali               | 3:30,21  |       |
| 7    | Indie           | Mercy Kuttan-Mathews, Vandana Rao, Vandana Shanbagh, Shiny Abraham         | 3:33,46  |       |
| –    | Australia       | Debbie Flintoff-King, Maree Holland, Kerry Johnson, Jenny Laurendet        | DNS      |       |

#### Bieg 2
| Poz. | Państwo           | Zawodniczki                                                               | Rezultat | Uwagi |
| ---- | ----------------- | ------------------------------------------------------------------------- | -------- | ----- |
| 1    | Stany Zjednoczone | Lillie Leatherwood, Sherri Howard, Denean Howard, Diane Dixon             | 3:25,86  | Q     |
| 2    | Jamajka           | Marcia Tate, Andrea Thomas, Cathy Rattray-Williams, Sharon Powell         | 3:26,83  | Q     |
| 3    | ZSRR              | Ludmyła Dżyhałowa, Olga Nazarowa, Marija Pinigina, Olha Bryzhina          | 3:27,14  | Q     |
| 4    | Brazylia          | Tânia Miranda, Suzete Montalvão, Soraya Telles, Maria Magnólia Figueiredo | 3:36,81  |       |
| 5    | Korea Południowa  | Yang Gyeong-hui, Choi Se-beom, Lim Chun-ae, Kim Sun-ja                    | 3:61,09  |       |
| –    | Kolumbia          | Olga Escalante, Norfalia Carabalí, Amparo Caicedo, Ximena Restrepo        | DSQ      |       |
| –    | Uganda            | Jane Ajilo, Grace Buzu, Farida Kyakutema, Ruth Kyalisima                  | DNS      |       |
| –    | Hiszpania         | Blanca Lacambra, Esther Lahoz, Cristina Pérez, Maite Zúñiga               | DNS      |       |

### Finał
| Poz. | Państwo           | Zawodniczki                                                                   | Rezultat | Uwagi |
| ---- | ----------------- | ----------------------------------------------------------------------------- | -------- | ----- |
| 1    | ZSRR              | Tatjana Ledowska, Olga Nazarowa, Marija Pinigina, Olha Bryzhina               | 3:15,17  | [ 1 ] |
| 2    | Stany Zjednoczone | Denean Howard, Diane Dixon, Valerie Brisco, Florence Griffith-Joyner          | 3:15,51  | [ 3 ] |
| 3    | NRD               | Dagmar Neubauer, Kirsten Emmelmann, Sabine Busch, Petra Müller                | 3:18,27  |       |
| 4    | RFN               | Ute Thimm, Helga Arendt, Andrea Thomas, Gudrun Abt                            | 3:22,49  | [ 4 ] |
| 5    | Jamajka           | Sandie Richards, Andrea Thomas, Cathy Rattray-Williams, Sharon Powell         | 3:23,13  | [ 5 ] |
| 6    | Wielka Brytania   | Linda Keough, Jennifer Stoute, Angela Piggford, Sally Gunnell                 | 2:26,89  |       |
| 7    | Francja           | Fabienne Ficher, Nathalie Simon, Nadine Debois, Évelyne Élien                 | 3:29,37  |       |
| –    | Kanada            | Charmaine Crooks, Molly Killingbeck, Marita Payne-Wiggins, Jillian Richardson | DNF      |       |